# Banco de dados Beilstein
O banco de dados Beilstein é o maior banco de dados no campo da química orgânica, no qual os compostos são identificados exclusivamente por seu número de registro Beilstein. O banco de dados compreende a literatura científica de 1771 ao presente e contém informação validada experimentalmente sobre milhões de reações químicas e substâncias de publicações científicas originais. O banco de dados eletrônico foi originalmente criado a partir do Beilstein's Handbook of Organic Chemistry (Manual de Química Orgânica de Beilstein), fundado por Friedrich Konrad Beilstein em 1881, mas tendo aparecido online com vários nomes, incluindo Crossfire Beilstein. Desde 2009, o conteúdo tem sido mantido e distribuído pela Elsevier Information Systems (Sistemas de Informação) em Frankfurt sob a marca "Reaxys".
O banco de dados contém informações sobre reações, substâncias, estruturas e propriedades. Até 350 campos contendo dados químicos e físicos (tais como ponto de fusão, índice de refração, etc) estão disponíveis para cada substância. Referências para a literatura na qual os dados de reação ou substância aparecem são também apresentados.
O conteúdo do Beilstein disponibilizado através do Reaxys é complementado por informações extraídas do Gmelin (o qual permite acesso ao Gmelin Database), um repositório muito grande de informação de organometálicos e inorgânicos, bem como pelas informações provenientes do Patent Chemistry Database. A marca registrada Reaxys e o banco de dados em si são propriedades e protegidos pela Elsevier Properties SA e usados sob licença.

## Na cultura popular
- O conto What's in a Name?, de Isaac Asimov, de 1956, coloca o "Manual de Química Orgânica" Beilstein como um importante elemento da trama.